# Rockanje
Rockanje est un village situé dans la commune néerlandaise de Westvoorne, dans la province de la Hollande-Méridionale. Le 1er janvier 2005, le village comptait environ 6 565 habitants. Rockanje est situé sur l'île de Voorne-Putten.

## Histoire
Rockanje a été une commune indépendante jusqu'au 1er janvier 1980. À cette date, elle fusionne avec Oostvoorne pour former la commune de Westvoorne. En 1855, Rockanje absorbe la commune de Naters.